# 中国常驻国际民航组织理事会代表处
中华人民共和国常驻国际民航组织理事会代表处（英語：Permanent Mission of the People's Republic of China to International Civil Aviation Organization），简称中国常驻国际民航组织理事会代表处，位于加拿大魁北克省蒙特利尔，是中华人民共和国政府常驻国际民航组织理事会的外交代表机构，隶属于中国民用航空局。

## 历史沿革
1971年11月19日，国际民航组织承认中华人民共和国政府为中国唯一合法政府。1974年，中华人民共和国政府成立常驻国际民航组织理事会代表处，并派遣常驻代表。